# Festival der Jugend

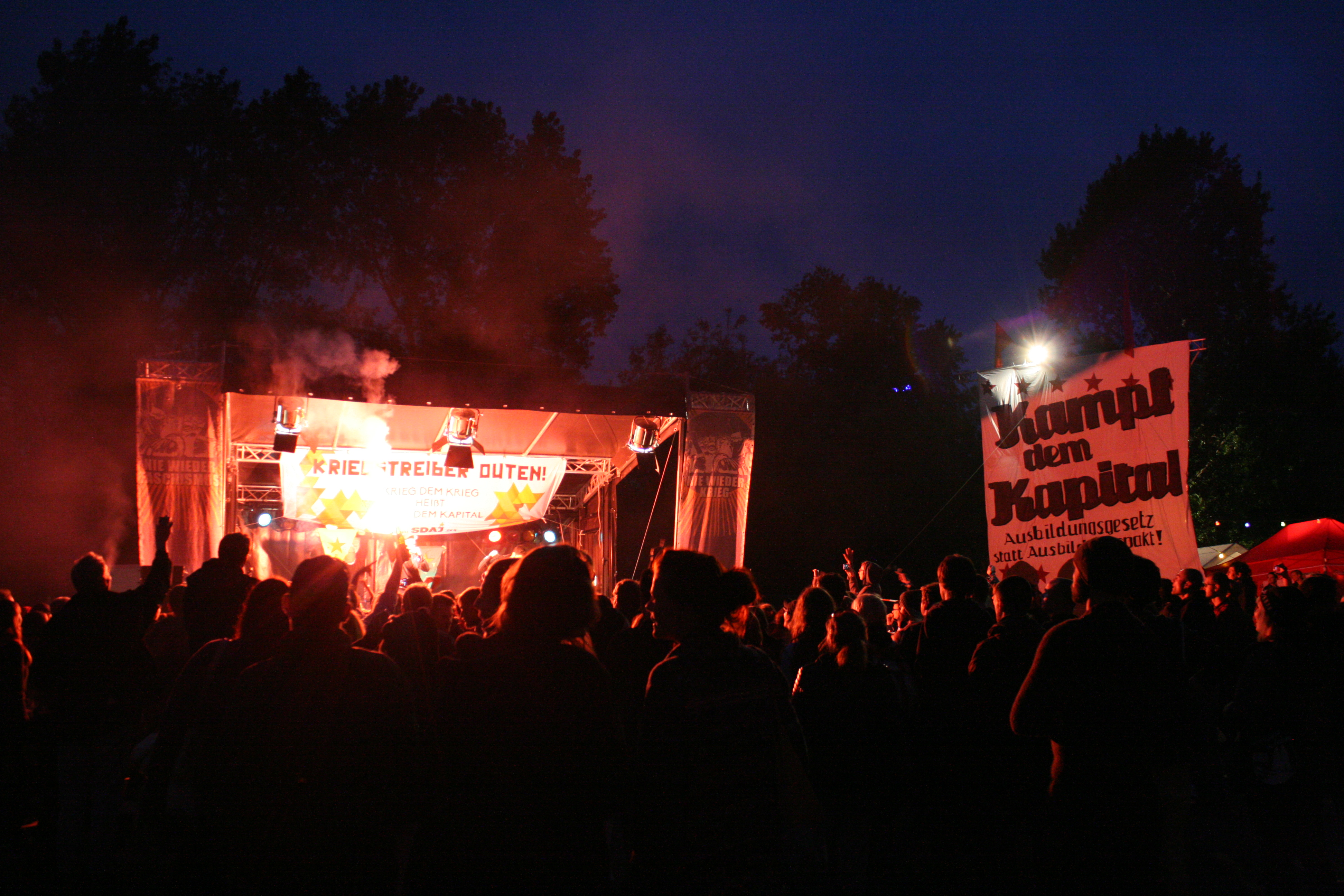
Das Konzert auf dem Festival der Jugend 2015

Das Festival der Jugend ist ein politisches Festival von Jugendlichen für Jugendliche, das unregelmäßig von der Sozialistischen Deutschen Arbeiterjugend (SDAJ) veranstaltet wird.

## 1976 bis 1988
Von 1976 bis 1988 fand das Festival alle zwei Jahre als gemeinsame Veranstaltung der SDAJ und des Marxistischen Studentenbundes Spartakus statt.
Beim Festival 1978 traten u. a. Jutta Weinhold, Snowball, Udo Lindenberg und die Puhdys auf, es zog insgesamt ca. 180.000 Besucher an.
Bei den weiteren Festivals traten auf: Jimmy Cliff, Klaus Lage, Extrabreit, Alphaville, Nina Simone, außerdem Schülergruppen, die zuvor bei Rockfestivals der SDAJ-Kreisorganisationen als beste „Newcomer“ ausgewählt worden waren.
Neben den Westfalenhallen in Dortmund fand das Festival der Jugend auch im Wedaustadion in Duisburg statt.

## Seit 2008
2008, 2010 (1000 Besucher), 2012, 2015, 2017 und 2023 fand das Festival in Köln statt. 2017 traten u. a. Erich Schaffner, Wiglaf Droste, Los Fastidios und Disarstar als Musikacts auf. 

Das Festival der Jugend 2025 findet vom 06. bis zum 09. Juni im Volkspark Batenbrock in Bottrop statt.